# アニータ・クリステンセン
アニータ・クリステンセン（Anita Christensen、1972年10月29日 - ）は、デンマークの女子プロボクサー。
初代WBA女子世界バンタム級王者。第2代・第4代WBC女子世界バンタム級王者。ラナース出身。

## 来歴
2000年2月17日、デビュー戦を1回TKOで飾る。
2004年1月17日、WIBA・WIBF世界バンタム級王座獲得。
2006年10月14日、WBC・WBA・GBU世界同級王座獲得。しかし、WBCは剥奪。
2007年9月14日、ベティーナ・ガブリエラ・ガリーノとWBC女子世界バンタム級暫定王座決定戦を行い、3-0の判定勝ちを収め王座獲得、WBAとGBU王座初防衛に成功した。
2008年3月23日、スザンナ・バスケスの王座返上に伴い空位になったWBC女子世界バンタム級王座決定戦をジェーン・カブラニと行い、3-0の判定勝ちを収めWBCから正規王座に認定された。（記録上は暫定王座の初防衛）
2008年6月21日、ガリーナ・コレヴァ・イヴァノヴァとWBA女子世界バンタム級王座決定戦で対戦し、プロ初黒星となる0-3の判定負けを喫しGBU王座は2度目、WBA王座へ返り咲きに失敗しデビュー以来続いていた連勝も24でストップした。
2010年3月26日、約2年ぶりの試合としてカリーシャ・ウェストとWPBF女子バンタム級王座を争うも引き分けに終わった。

## 戦績
- 28戦25勝（8KO）1敗1分け1無効試合

## 獲得タイトル
- WIBA世界バンタム級王座
- WIBF世界バンタム級王座
- GBU女子世界バンタム級王座
- WBA女子世界バンタム級王座
- WBC女子世界バンタム級王座